# Emirates Office Tower
Emirates Office Tower, znany także jako Emirates Tower One – 54-piętrowy budynek biurowy w Dubaju. Z sąsiednim budynkiem (56-piętrowym Jumeirah Emirates Towers Hotel) jest połączony bulwarem handlowym, tworząc kompleks Emirates Towers, składający się tylko z tych dwóch wież. Jego budowa rozpoczęła się w 1996 roku, a zakończyła w listopadzie 1999 roku. Do budowy użyto głównie betonu i szkła. Powierzchnia podłogowa budynku wynosi 100 000 m². Działa tu 17 szybkobieżnych wind. 
Całkowita wysokość budynku wynosi 354,6 metrów, co daje drugie miejsce w Dubaju i Zjednoczonych Emiratach Arabskich, pod względem wysokości. W trakcie budowy są jeszcze dwa budynki, które przewyższą Emirates Office Tower 23 Marina i Almas Tower). W zestawieniu wszystkich wieżowców na świecie zajmuje jak na razie 15. miejsce. Najwyżej położone piętro znajduje się na wysokości 255 metrów.